# Aktedrilus mortoni
Aktedrilus mortoni är en ringmaskart som beskrevs av Erséus 1984. Aktedrilus mortoni ingår i släktet Aktedrilus och familjen glattmaskar. Inga underarter finns listade i Catalogue of Life.